# 実演家人格権
実演家人格権（じつえんかじんかくけん）とは、実演家がその実演に対して有する人格的利益の保護を目的とする権利の総称である。
著作物と同様に実演にも、実演家の思想や感情が色濃く反映されているため、第三者による実演の利用態様によっては実演家の人格的利益を侵害する恐れがある。そこで、実演家に対し、実演家の人格的利益を侵害する態様による実演の利用を禁止する権利を認めたものである。
WIPO実演・レコード条約（WPPT）上、実演家人格権は著作隣接権が他者に移転された後も実演家が保有する権利とされており（WPPT第5条第1項）、一身専属性を有する権利として把握される。つまり、権利の主体は著作隣接権者ではなく、あくまでも実演家である。また、保護の対象が財産的利益ではなく人格的利益である点で、著作隣接権と区別される。
- 日本の著作権法は、以下で条数のみ記載する。

## 一身専属性、処分可能性
実演家人格権は、一身専属性を有する権利であるため他人に譲渡できないと解されており、日本の著作権法にもその旨の規定がある（101条の2）。実演家の死亡（失踪宣告を含む）により、実演家人格権は原則として消滅する。また、日本法では一身専属性のある権利は相続の対象にはならないので（民法896条但書）、実演家人格権も相続の対象にはならない。なお、法では実演家は個人（自然人）であり、団体や法人名義としての実演家は認めていない。
ただし、WPPT第5条第1項が実演家の死後における実演家人格権の保護を要求していることから、実演家の死亡後も、実演家が生存しているならば実演家人格権の侵害となるような行為を禁止するとともに（101条の3）、実演家の2親等内の親族または遺言指定人による差止請求権や名誉回復措置請求権の行使が認められている（116条）。ただし、116条の行使権は実演家人格権と同様に一身専属であるため、実演家の2親等内の親族が全て死亡（失踪宣告を含む）した場合は行使権者はいなくなると解される。人格権保護の行使権者がいなくなった場合、日本では法第120条に基づく刑事介入だけが存続する。

## 種類
WIPO実演・レコード条約（WPPT）第5条第1項には、実演家人格権の種類として以下の二種類が規定されている。
- 実演に係る実演家であることを主張する権利（氏名表示権）
- 実演の変更、切除その他の改変で、自己の声望を害するおそれのあるものに対して異議を申し立てる権利（同一性保持権、名誉声望保持権）

後述するとおり、日本の著作権法は、WPPTに規定されていない種類の実演家人格権をも認めている（著作権法第4章第2節）。また、著作権法が規定する実演家人格権には該当しなくても、民法の不法行為に関する規定により実演家の人格的利益が保護される場合もある。
なお、著作者に対しては人格権としての公表権が設定されるが、実演家に対しては人格権としての公表権は設定されず、これは著作隣接権である固定権（録音権、録画権）により実現される。

### 氏名表示権
氏名表示権とは、実演の公衆への提供又は提示に際し、実演家の氏名若しくはその芸名その他氏名に代えて用いられるものを実演家名として表示し、又は実演家名を表示しないこととする権利。（法90条の2）
実演家は、自己の実演につきそのことを明らかにしたい場合、それを秘したい場合、実演に対する自己の立場を表したい場合がある。そのような実演家の精神的利益を保護するため、実演に氏名又は芸名の表示、非表示を行う旨の権利が認められている。なお、WPPT上は、単に「現に行っている実演（音に関する部分に限る。）及びレコードに固定された実演に関して、これらの実演に係る実演家であることを主張する権利」と規定されている。
ただし、実演の利用の目的及び態様に照らして実演家がその実演の実演家であることを主張する利益を害するおそれがないと認められるとき、または公正な慣行に反しないと認められるときは、実演の利用者は、実演家名の表示を省略することができる（90条の2第3項）。その例として、店内のBGMとして音楽を流す場合（実演家のアナウンスをする必要はない）などが挙げられる。

### 同一性保持権
同一性保持権とは、実演家の意に反して、実演及びその題号の変更や切除その他の改変をすることを禁止する権利のことを指す（著作権法20条1項）。
ただし、実演の性質並びにその利用の目的及び態様に照らしやむを得ないと認められる改変または公正な慣行に反しないと認められる改変については、該権利は適用されない。（90条の3第2項）

### 名誉声望保持権
著作者人格権の場合と異なり、実演に関しては、名誉声望保持権は改変の場合しか適用されない。すなわち、同一性保持権が適用される態様の一つとして、表現が実演家の意図と異なる意図を持つものとして受け取られる方法または実演家の名誉又は声望を害する方法によりその実演を改変した場合に限り、実演家人格権を侵害する行為とされる。
これは実演が実演家本人により演じられ、あるいは録音・録画を再生する方法によってだけ利用されるため、実演の改変を伴わない利用ではその利用態様によって直ちに実演家の名誉又は声望を害するとは考えにくいためである。ただし、実演家の名誉を著しく毀損しその社会的評価を低下させうると考えられる状況における利用については、改変を伴わずとも別に名誉毀損の不法行為などが成立しうる。
WPPT上も名誉声望保持権は改変を伴う場合に限っている。

## 実演家死亡後の人格的利益の保護
WIPO実演・レコード条約（WPPT）上、実演家の死後における実演家人格権の行使に関する規定がある。これについては、前述「一身専属性、処分可能性」参照。

## 侵害に対する刑事罰
実演家人格権を侵害した場合、日本の著作権法では、実演家人格権等侵害等罪として第119条2項により5年以下の懲役若しくは5000万円以下の罰金（又はこれらの併科）に処される。この罪は原則として親告罪である。ただし、権利管理情報に虚偽の情報を故意に付加しまたは故意に除去しもしくは改変する行為は人格権侵害であるが刑事罰の対象外である。
また、実演家の死後においては、第101条の3の規定（死亡後の人格的利益の保護）に違反した者は、第120条により500万円以下の罰金に処される。この罪は非親告罪である。